# شهرستان آرتینسکی
شهرستان آرتینسکی (به لاتین: Artinsky District) یک شهرستان در روسیه است که در استان سوردلوفسک واقع شده‌است.